# Olympische Sommerspiele 1984/Teilnehmer (Antigua und Barbuda)
| Gelbes Symbol für Goldmedaillen mit stilisierten Olympischen Ringen | Graues Symbol für Silbermedaillen mit stilisierten Olympischen Ringen | Braundes Symbol für Bronzemedaillen mit stilisierten Olympischen Ringen |
| ------------------------------------------------------------------- | --------------------------------------------------------------------- | ----------------------------------------------------------------------- |
| —                                                                   | —                                                                     | —                                                                       |

Antigua und Barbuda nahm 1984 zum zweiten Mal an den Olympischen Sommerspielen teil. Das Land kehrte nach dem Boykott der Olympischen Spiele in Moskau vier Jahre zuvor wieder in den Kreis der olympischen Familie zurück.

## Teilnehmer nach Sportarten
Die Olympiamannschaft bestand aus 14 Athleten:

### Leichtathletik
- Lester Benjamin
Männer, Weitsprung → ausgeschieden in der Qualifikation, 15. Platz (7,57 m)
Männer, 4 × 100 m Staffel → ausgeschieden im Vorlauf (40,7 s)
- Alfred Browne
Männer, 400 m → ausgeschieden im Vorlauf (47,29 s)
Männer, 4 × 100 m Staffel → ausgeschieden im Vorlauf (40,7 s)
Männer, 4 × 400 m Staffel → ausgeschieden im Vorlauf (3:10,95 min)
- Laverne Bryan
Frauen, 1500 m → ausgeschieden im Vorlauf (4:32,44 min)
Frauen, 4 × 400 m Staffel → ausgeschieden im Vorlauf (3:39,32 min)
- Ruperta Charles
Frauen, 100 m → ausgeschieden im Vorlauf (12,04 s)
Frauen, 4 × 400 m Staffel → ausgeschieden im Vorlauf (3:39,32 min)
- Anthony Henry
Männer, 100 m → ausgeschieden im Vorlauf (10,99 s)
Männer, 4 × 100 m Staffel → ausgeschieden im Vorlauf (40,7 s)
- Dale Jones
Männer, 800 m → ausgeschieden im Vorlauf (1:51,52 min)
Männer, 1500 m → ausgeschieden im Vorlauf (13:55,65 min)
Männer, 4 × 400 m Staffel → ausgeschieden im Vorlauf (3:10,95 min)
- Jocelyn Joseph
Frauen, 400 m → ausgeschieden im Vorlauf (53,63 s)
Frauen, 4 × 400 m Staffel → ausgeschieden im Vorlauf (3:39,32 min)
- Howard Lindsay
Männer, 4 × 400 m Staffel → ausgeschieden im Vorlauf (3:10,95 min)
- Larry Miller
Männer, 200 m → ausgeschieden im Vorlauf (21,93 s)
Männer, 4 × 400 m Staffel → ausgeschieden im Vorlauf (3:10,95 min)
- Monica Stevens
Frauen, 4 × 400 m Staffel → ausgeschieden im Vorlauf (3:39,32 min)

### Radsport
- Leon Richardson
Sprint → ausgeschieden im Vorlauf
1000 m Zeitfahren → nicht beendet
- Brian Lyn
Sprint → ausgeschieden im Vorlauf
- Elisha Hughes
Punktefahren 50 km → nicht beendet

### Segeln
- Inigo Ross
Windsurfen (Windglider) → Rang 30